# Pilica (województwo mazowieckie)
Pilica – wieś sołecka w Polsce położona w województwie mazowieckim, w powiecie grójeckim, w gminie Warka.

## Historia
Najstarsza wzmianka o wsi pochodzi z 1425 r. Wieś szlachecka  Pilcza położona była w drugiej połowie XVI wieku w powiecie wareckim ziemi czerskiej województwa mazowieckiego. Od roku 1668 właścicielem wsi był miecznik bracławski Jan Baranowski, a w roku 1745 była w posiadaniu rodu Staniszewskich. W 1783 r. Pilica była własnością Jana Zygmunta Staniszewskiego, sędziego ziemskiego warszawskiego.
Wkrótce stała się własnością Augusta Fryderyka Moszyńskiego – szambelana królewskiego.
Na przełomie wieku XVIII i XIX właścicielką wsi była księżna Maria z Czartoryskich Wirtemberska. Po powstaniu listopadowym wieś została przekazana synowi księżnej – księciu Adamowi Wirtemberskiemu. Sprowadził on do Pilicy osadników niemieckich. Parafia ewangelicka istniała w Pilicy do 1945 r.
W latach 1975–1998 miejscowość położona była w województwie radomskim.

## Zabytki
- Cmentarz ewangelicki z lat 1836–1944, wpisany do rejestru zabytków nieruchomych (nr rej.: 400/A z 3.04.1989 oraz 487/A z 11.05.1991)[10].

## Osoby związane z Pilicą
- Jakub Epstein, finansista
- Karol August Freyer, kompozytor i organista
- Franciszek Lessel, kompozytor
- Adolf Tochterman, lekarz